# Anthony Shakir
Anthony Shakir est un producteur et disc jockey américain de techno de Détroit. 

## Biographie
Shakir commence à produire en 1981 et travaille avec des musiciens de Detroit tels que Derrick May et Carl Craig pour un grand nombre de leurs premiers albums de Metroplex. Shakir apparaît sous le nom de Sequence 10 sur la compilation de Virgin Records : Techno! The New Dance Sound of Detroit.
Alors que nombre de ses pairs de la scène de Détroit cherchent à se faire connaître en Europe, Shakir n'a jamais été attiré par cette scène, travaillant plus étroitement avec la deuxième vague de musiciens de techno de Détroit tels que Mike Banks et Claude Young. Il fonde les labels Frictional en 1995 et Puzzlebox en 1996, ce dernier avec Keith Tucker.
Shakir réalise notamment des remixes pour Telex et Inner City, et coproduit l'album sorti en 1998, de Urban Tribe pour Mo Wax, The Collapse of Modern Culture. 
Un peu à la manière d'un Mad Mike, Anthony Shakir a toujours résisté à la tentation de venir cherche en Europe un succès assuré, pour rester à Détroit et développer son style personnel.

## Discographie

### Albums studio
- 2000 : Anthony Shakir – Mr. Shakir's Beat Store (Klang Elektronik)
- 2004 : F.S.K. meets Anthony « Shake » Shakir – First Take Then Shake (Disko B)
- 2009 : Anthony « Shake » Shakir – Frictionalism 1994-2009 (Rush Hour, compilation)